# Franco Moschino
Franco Moschino [mosˈkiːno] (* 27. Februar 1950 in der Nähe von Mailand; † 18. September 1994) war ein italienischer Modedesigner und Gründer der Modemarke Moschino.
Moschino begann seine Karriere nach dem Studium an der Kunsthochschule ab 1971 als Skizzenzeichner und Designer bei Versace. 1983 gründete er in Italien seine eigene Firma, die Moonshadow S.p.A., und präsentierte seine Modeentwürfe unter dem Namen Moschino.
Moschino sah sich selbst weniger als Modedesigner, eher als Maler oder Dekorateur. Die avantgardistische, stets hochwertige Moschino-Mode zeichnete sich dadurch aus, dass Franco Moschino sich mit seinen Entwürfen selbstironisch über die Modeindustrie lustig machte. Der Designer galt als das Enfant terrible der italienischen Mode.
Moschino wollte mit seiner Mode eine Botschaft vermitteln. Im Jahr 1989 stand auf den Schaufenster-Scheiben der immer sehr aufwendig dekorierten Moschino-Boutiquen „Ceci n’est pas une boutique“ (dt. etwa: „Dies hier ist keine Boutique“). Im Jahr 1990 folgte der Aufruf, das System der Modeindustrie zu stoppen („Stop the Fashion System!“), welcher sich in Anzeigenkampagnen und aufgestickt oder aufgedruckt auf Oberteilen wiederfand. Moschino stellte daraufhin für einige Saisons die Präsentation der eigenen Entwürfe während der Mailänder Modenschauen ein. Auf dem Rücken einer hochpreisigen Damenjacke war im gleichen Jahr in Goldbuchstaben „Expensive Jacket“ (dt.: „Teure Jacke“) zu lesen. Im Jahr 1991 wurde der selbstkritische Slogan „Fashion is full of chic“ (dt.: „Mode ist voller Chic“) als Persiflage von „fashion is full of shit“ (dt.: „Mode ist voller Scheiße“) lanciert. In Moschino-Werbeanzeigen waren die Bilder von Robbenbabies zu sehen, denen die Abschlachtung drohte.
Franco Moschino war der Hofnarr, der dem Modesystem den Spiegel vorhielt. Moschinos Botschaften richteten sich gegen das Establishment, gegen jedem Trend folgende Modeopfer, gegen den Kapitalismus und gegen das Modesystem an sich. Ironischerweise wurde Moschino, zu seiner eigenen Verwunderung, von all jenen, über die sich die Marke bis hin zur Boshaftigkeit lustig machte, umso mehr geliebt und gefeiert. Moschino-Mode war längst zum Statussymbol geworden.
Seit Franco Moschinos frühem Tod 1994, der auf seine HIV-Infektion zurückzuführen war, kommt ein Teil der Firmengewinne der 1993 von ihm als Project Smile! gegründeten gemeinnützigen Stiftung Fondazione Franco Moschino für HIV-infizierte Kinder zugute, die seit 1995 von seinem Bruder Angelo Moschino geleitet wird. Moschinos ausgefallene Kollektionen und sein Modelabel existieren – bis 2013 unter der Führung von Franco Moschinos langjähriger Assistentin Rosella Jardini und seither unter der Kreativdirektion des US-amerikanischen Designers Jeremy Scott – bis heute.